# Labeo moszkowskii
Labeo moszkowskii är en fiskart som beskrevs av Ahl 1922. Labeo moszkowskii ingår i släktet Labeo och familjen karpfiskar. Inga underarter finns listade i Catalogue of Life.